# Нотия-Кинурия
Но́тия-Кинури́я (греч. Δήμος Νότιας Κυνουρίας) — община (дим) в Греции, в восточной части полуострова Пелопоннеса на побережье залива Арголикоса Эгейского моря. Входит в периферийную единицу Аркадию в периферии Пелопоннес. Население 8294 жителя по переписи 2011 года. Площадь 589,092 квадратного километра. Плотность 14 человек на квадратный километр. Административный центр — Леонидион. Димархом на местных выборах 2014 года избран Лисикатос Хараламбос (Λυσίκατος Χαράλαμπος).
Создана в 2011 году по программе «Калликратис» при слиянии упразднённых общин Леонидион и Тирос, а также сообщества Козмас. Название получила от епархии Кинурии.

## Административное деление

Административное деление общины:
1 — Леонидион
2 — Тирос и Козмас (снизу)

Община (дим) Нотия-Кинурия делится на 3 общинные единицы.